# Lorenzo Maria Salvi
Lorenzo Maria od svatého Františka Xaverského, C. P., rodným jménem Lorenzo Salvi (30. října 1782, Řím – 12. června 1856, Capranica) byl italský římskokatolický kněz a řeholník Společenství utrpení Ježíše Krista, známý jako šiřitel úcty k Jezulátku. Katolická církev jej uctívá jako blahoslaveného.

## Život
Narodil se dne 30. října 1782 v Římě rodičům Antoniu Salvimu a jeho první manželce Marianně Biondi. Pokřtěn byl v kostele San Eustachio jako Lorenzo Gaetano Maria Salvi apozději přijal svátost biřmování v bazilice svatého Petra.
Studoval a připravoval se na kněžství na jezuitské Collegio Romano v Římě. Mezi jeho spolužáky zde patřili Bartolomeo Alberto Cappellari – pozdější papež Řehoř XVI., nebo sv. Gaspar del Bufalo. Byl ohromen kázáním a apoštolskou horlivostí sv. Vincenta Strambiho, který byl členem řádu passionistů, do kterého se rozhodl také vstoupit.
Dne 14. listopadu 1801 se stal novicem v Monte Argentario (první řeholní dům kongregace) a 20. listopadu 1802 složil své řeholní sliby. Přijal řeholní jméno Lorenzo Maria od svatého Františka Xaverského. Dne 29. prosince 1805 byl v Římě vysvěcen na kněze. Protiklerikální zákony, které zavedl Napoleon Bonaparte, vedly roku 1810 k uzavření řeholního domu a rozptýlení řeholníků. Později se však spolu s ostatními mohl vrátit.
Byl oddaný ctitel Jezulátka a často psal a kázal o zázracích Vtělení. Roku 1812 připisoval Jezulátku své uzdravení z těžké nemoci. Byl ustanoven rektorem mateřského domu passionistů v Římě při bazilice sv. Jana a Pavla. Mnoho času také trávil kázáním v okolí. Mezi jeho spolupracovníky patřil bl. Domenico Bàrberi.
Poslední roky svého života strávil v ústraní ve Vetralle. Zemřel dne 2. června 1856 v Capranici, kde byl navštívit tamní věřící. Jeho ostatky jsou uloženy v kostele San Angelo ve Vetralle.

## Úcta
Jeho beatifikační proces započal dne 28. února 1923, čímž obdržel titul služebník Boží. Dne 8. února 1988 jej papež sv. Jan Pavel II. podepsáním dekretu o jeho hrdinských ctnostech prohlásil za ctihodného. Dne 28. listopadu 1988 byl uznán zázrak na jeho přímluvu, potřebný pro jeho blahořečení.
Blahořečen pak byl dne 1. října 1989 v bazilice sv. Petra papežem sv. Janem Pavlem II.
Jeho památka je připomínána 12. června. Bývá zobrazován v řeholním oděvu a s obrázkem Jezulátka.